# 1551 a tudományban
Az 1551. év a tudományban és a technikában.

## Publikációk
- Megjelenik Conrad Gessner svájci természettudós ötkötetes művének, a modern zoológiát megalapozó Historiae animaliumnak első kötete.

## Halálozások
- április 6. – Joachim de Watt svájci orvos, humanista (* 1484)
- július 8. – Tomas de Berlanga Panama spanyol püspöke, a Galápagos-szigetek felfedezője (* 1487)